# 癌肉瘤
癌肉瘤（英語：Carcinosarcoma），是一类恶性肿瘤，混合着上皮组织癌症和肉瘤（骨、软骨和脂肪）。
其主要的类型包括有肺部癌肉瘤和子宫肉瘤。

## 相关
- 腺肉瘤（英语：Adenosarcoma）
- 子宫腺肉瘤（英语：Uterine adenosarcoma）